# سيات توليدو IV

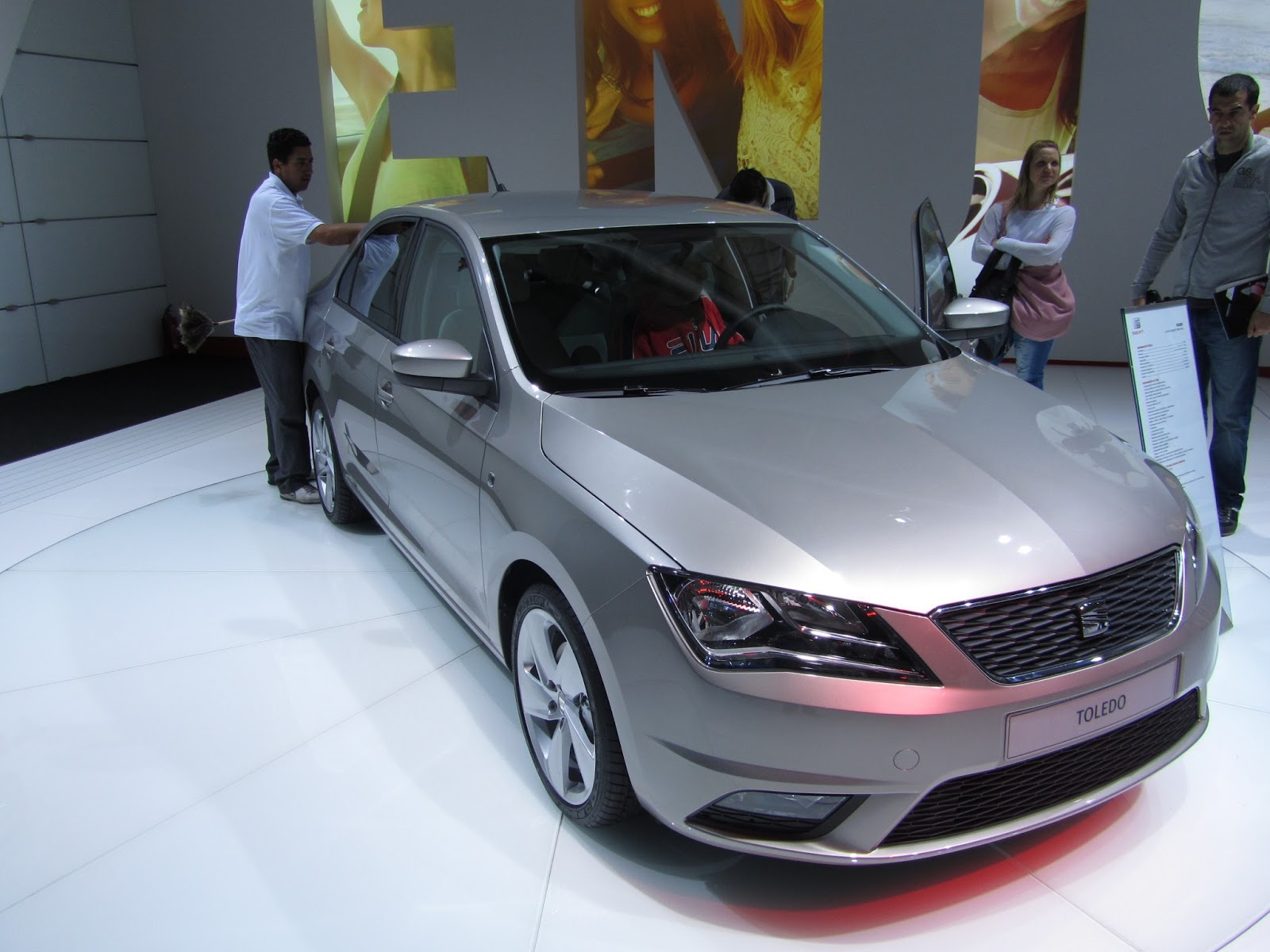

سيات توليدو IV هي سيارة عائلية للمجموعة الدولية سيات، وقد بدأ إنتاجها سنة 2012 وكما تعتبر سيات توليدو IV هي السيارة الرابعة من فئة توليدو بعد توليدو I وتوليدو II ثم توليدو III .